# Frederikssundmotorvejen
De Frederikssundmotorvejen (Nederlands: Frederikssundautosnelweg) is een korte autosnelweg in Denemarken, die loopt van de Motorring 3 naar de Motorring 4 in Kopenhagen. De autosnelweg is 5 kilometer lang.
De Frederikssundmotorvejen is over de gehele lengte genummerd als Primærrute 17. Administratief is de weg echter bekend onder het nummer M12. De Primærrute 17 loopt over haar volledige lengte samen met de Frederikssundmotorvejen.

## Geschiedenis
In 1963 ontstonden de eerste plannen voor de Frederikssundmotorvejen. Deze autosnelweg zou Kopenhagen en Frederikssund met elkaar verbinden. In 1978 zijn de eerste drie kilometer tussen Knooppunt Ballerup en de O3 aangelegd. Daarna zijn de plannen op de lange baan geschoven.
In 2011 werd er weer een deel van de Frederikssundmotorvejen opgesteld. Hierbij werd het Kopenhaagse einde verlengd tot de Motorring 3 bij Knooppunt Rødovre. 

## Toekomst
Op dit moment is de Deense overheid bezig om de Frederikssundmotorvejen alsnog te verlengen tot Frederikssund. De weg wordt in 2015 de verlengd met een ringweg om Smørum. De rest van de autosnelweg is nog gepland.